# Stazione di Fujimidai
La stazione di Fujimidai (富士見台駅?, Fujimidai-eki) è una stazione ferroviaria di Tokyo che si trova a Nerima. La stazione è servita dalla linea Seibu Ikebukuro delle Ferrovie Seibu e si trova 8,3 km di distanza dal capolinea di Ikebukuro.

## Linee
Ferrovie Seibu
● Linea Seibu Ikebukuro

## Struttura
La stazione possiede un marciapiede a isola con due binari passanti su viadotto, più due esterni privi di banchina per i treni che non fermano. 
| 1 | ● Linea Seibu Ikebukuro | per Tokorozawa e Hannō                               |
| 2 | ● Linea Seibu Ikebukuro | per Nerima, Ikebukuro, Shin-Kiba, Shibuya e Yokohama |

## Stazioni adiacenti
| «                                 | Servizio              | »                     |
| Linea Seibu Ikebukuro             | Linea Seibu Ikebukuro | Linea Seibu Ikebukuro |
| --------------------------------- | --------------------- | --------------------- |
| Nakamurabashi                     | Locale                | Nerima-Takanodai      |
| Tutti gli altri treni non fermano |                       |                       |